# Giuseppe Colombo (teologo)
Giuseppe Colombo (Albiate, 30 settembre 1923 – Venegono Inferiore, 13 giugno 2005) è stato un presbitero e teologo italiano.

## Biografia
Giuseppe Colombo (detto familiarmente don Pino), secondo di tre fratelli e fratello del politico e Presidente del Senato Vittorino Colombo, fu ordinato sacerdote dal card. Alfredo Ildefonso Schuster il 22 maggio 1948.
Conseguì la laurea in teologia nel 1955, con la tesi Natura e soprannaturale nella filosofia di Maurice Blondel (il soprannaturale nella teologia contemporanea).

## Incarichi
Dal 1956 fu insegnante presso il Seminario Arcivescovile di Milano, nella sede di Venegono Inferiore, dove risiedette sino al termine della vita.
Come collaboratore di mons. Carlo Colombo, lavorò alla costituzione della nuova Facoltà Teologica Interregionale (poi Facoltà teologica dell'Italia settentrionale), inaugurata ufficialmente il 7 marzo 1968 dal card. Giovanni Colombo. Dal 1972 al 1998 tenne il corso di Metodologia teologica. Dal 1971 al 1980 fu vicepreside, e dal 1985 al 1993 Preside della Facoltà. Dal 1998 al 2003 insegnò Storia della teologia contemporanea.
Fu tra i fondatori della rivista Teologia, organo ufficiale della Facoltà Teologica, il cui primo numero uscì nel 1976.
Fu socio fondatore dell'Associazione Teologica Italiana, e membro della Commissione Teologica Internazionale dal 1980 al 1997. Dal 1986 fu Presidente della Fondazione Ambrosiana Paolo VI. Fu consigliere d'amministrazione dell'Istituto Paolo VI di Brescia.
Nel 2003 ricevette l'onorificenza dal comune di Milano, il cosiddetto Ambrogino d'oro.

## La riflessione teologica
Cresciuto alla scuola di Carlo Colombo (teologo cui si è ispirato Paolo VI soprattutto per la conduzione del Concilio Vaticano II), Giuseppe Colombo è divenuto nel tempo punto di riferimento e maestro riconosciuto di un nutrito gruppo di teologi, che viene solitamente identificato come scuola di Milano.
Pur essendosi occupato di tutti i settori della teologia, ha concentrato il suo insegnamento e la sua produzione nella metodologia, nell'antropologia e nella teologia eucaristica.

### Metodologia teologica
È soprattutto nel primo ambito che si è distinto come fine e meticoloso indagatore dei presupposti, della consequenzialità dei procedimenti logici, della coerenza interna delle diverse produzioni teologiche, sia del passato come soprattutto del presente.
Il fine di una simile indagine è l'elaborazione dei criteri per produrre un'autentica teologia, intesa come sapere critico della fede. La fede, infatti, risposta alla rivelazione (e suscitata da quest'ultima), può essere argomentata attraverso la comprensione razionale del credente, che ne sa mostrare il valore e la qualità anche di fronte alle obiezioni del sapere. Per svolgere questo compito, non si deve recuperare una logica dalle elaborazioni concettuali estranee alla fede, ma mostrare, seguendo i suggerimenti del metodo dell'immanenza di Maurice Blondel, che l'adesione credente alla rivelazione cristologica ha argomenti convincenti e sicuri per esibire la sua razionalità intrinseca.

### Antropologia teologica
L'idea-guida che ha ispirato gran parte delle osservazioni metodologiche di Colombo è stata l'unicità del piano salvifico di Dio, che non può essere radicalmente separato in un ordine naturale e in uno soprannaturale, giustapposto in un secondo momento; in altri termini non deve essere separata la creazione dell'uomo dalla sua redenzione dal peccato (e quindi il fine naturale dal fine soprannaturale), come se l'unione con Dio fosse accessoria, successiva e secondaria. L'idea prende forma dagli studi di Henri De Lubac sul soprannaturale e sul dibattito della teologia moderna sulla natura pura e sugli aiuti divini necessari alla salvezza: la natura pura è un'ipotesi metodologica irreale e di fatto fuorviante; l'unico uomo esistente è pensato e voluto da Dio come suo figlio in Cristo.
Da qui Colombo ricava l'impostazione del trattato di antropologia, unificazione dei precedenti De Deo creante et elevante e De Gratia: l'uomo è creato in Cristo, la cui predestinazione è origine e fondamento dell'intera iniziativa di Dio, non adeguatamente distinguibile in due momenti. Ciò comporta che la persona e l'azione di Cristo non debba essere pensata come necessitata dal peccato dell'uomo: in tal caso infatti si affermerebbe una centralità del peccato (amartiocentrismo) di fatto illogica, misconoscendo il primato dell'azione salvifica dell'uomo operata da Cristo (cristocentrismo).

### Teologia eucaristica
La riflessione sacramentaria di Colombo si concentra sull'Eucaristia, di cui recupera innanzi tutto il tratto celebrativo, secondo quanto suggerito dal Movimento Liturgico e da Odo Casel in particolare: essa è memoriale che rende presente in ogni luogo e tempo Gesù e la sua dedizione fino al dono della vita. Pertanto deve essere compresa a partire dalla rivelazione e dall'intenzione di Gesù (e non attraverso il confronto con altre forme rituali presenti in tradizioni religiose e culturali diverse).
Intendere l'Eucaristia come gesto di Gesù (prima ancora che della Chiesa) permette la giusta comprensione della celebrazione, favorendo il riconoscimento del primato di Cristo e della sua azione di grazia: è Gesù Cristo a porre in atto il sacramento, che ha come effetto salvifico il costituirsi della comunità cristiana (contro ogni lettura devozionale e intimistica che pensa il sacramento come realtà rivolta solo al singolo credente); la Chiesa dunque ha compito esclusivamente ministeriale nella celebrazione. Ne consegue che la Chiesa può essere detta sacramento di salvezza solo perché è costituita come tale dalla celebrazione dei sacramenti, in particolare dall'Eucaristia.

## Pubblicazioni principali
- Perché la teologia, Editrice La Scuola, Brescia, 1980 (ISBN 88-350-6889-4).
- «Il "Popolo di Dio" e il "mistero" della Chiesa nell'ecclesiologia postconciliare», in Teologia, 10 (1985) pp. 97-169.
- L'evidenza e la fede (a cura di), Edizioni Glossa, Milano, 1988.
- Il teologo (a cura di), Edizioni Glossa, Milano, 1989.
- «Tesi sul peccato originale», in Teologia, 15 (1990) pp. 267-276.
- L'ordine cristiano, Ed. Glossa, Milano, 1993.
- La ragione teologica, Ed. Glossa, Milano, 1995.
- «Sull'antropologia teologica», in Teologia, 20 (1995) pp. 223-260.
- La teologia italiana. Materiali e prospettive 1950-1993, Ed. Glossa, Milano, 1995.
- Del soprannaturale, Ed. Glossa, Milano, 1996.
- Professione teologo, Ed. Glossa, Milano, 1996.
- Teologia sacramentaria, Ed. Glossa, Milano, 1997.
- Sulla evangelizzazione, Ed. Glossa, Milano, 1997.
- L'esistenza cristiana, Ed. Glossa, Milano, 1999.
- Un'isola teologica. La teologia di Carlo Colombo, Ed. Glossa, Milano, 2004.
- «Vaticano II e postconcilio: uno sguardo retrospettivo», in La Scuola Cattolica, 113 (2005) pp. 3-18; ripubblicato come «Riprendere il cammino: il Vaticano II e il postconcilio», in Il Regno Documenti, 50 (2005) pp. 418-425.
- Verso il tramonto, Ed. Glossa, Milano, 2004.
- Gesù Cristo e il Suo Spirito, Centro Ambrosiano, Milano, 2011.
- Esercizi di cristocentrismo, Ed. Glossa, Milano, 2023.